# Championnats d'Estonie de cyclo-cross
Les championnats d'Estonie de cyclo-cross sont des compétitions de cyclo-cross organisées annuellement afin de décerner les titres de champion d'Estonie de cyclo-cross.

## Palmarès masculin

### Élites
| Année | Vainqueur         | Deuxième      | Troisième      |
| ----- | ----------------- | ------------- | -------------- |
| 2015  | Martin Loo        | Rein Taaramäe | Sigvard Kukk   |
| 2016  | Martin Loo        | Sasu Halme    | Caspar Austa   |
| 2017  | Martin Loo        | Peeter Pruus  | Caspar Austa   |
| 2018  | Martin Loo        | Siim Kiskonen | Caspar Austa   |
| 2019  | Markus Pajur      | Martin Loo    | Siim Kiskonen  |
| 2020  | Martin Loo        | Rait Ärm      | Markus Pajur   |
| 2021  | Rait Ärm          | Gert Kivistik | Madis Mihkels  |
| 2022  | Frank-Aron Ragilo | Rait Ärm      | Markus Pajur   |
| 2023  | Markus Pajur      | Joosep Mesi   | Gert Kivistik  |
| 2024  | Madis Mihkels     | Markus Pajur  | Markus Mäeuibo |

### Espoirs
| Année | Vainqueur     | Deuxième          | Troisième       |
| ----- | ------------- | ----------------- | --------------- |
| 2017  | Siim Kiskonen | Kristjan Johanson | Kirill Tarassov |
| 2019  | Markus Pajur  | Siim Kiskonen     | Rait Ärm        |
| 2020  | Rait Ärm      | Markus Pajur      | Artjom Mirzojev |

### Juniors
| Année | Vainqueur            | Deuxième          | Troisième         |
| ----- | -------------------- | ----------------- | ----------------- |
| 2015  | Kirill Tarassov      | Kristjan Johanson | Siim Kiskonen     |
| 2016  | Antti-Jussi Juntunen | Joosep Sankmann   | Karl Brent Premet |
| 2020  | Madis Mihkels        | Frank-Aron Ragilo | Romet Pajur       |
| 2021  | Frank-Aron Ragilo    | Virgo Mitt        | Lauri Tamm        |
| 2022  | Markus Mäeuibo       | Martti Lenzius    | Oliver Mätik      |
| 2023  | Oliver Mätik         | Riko Tammepuu     | Matthias Mõttus   |
| 2024  | Sebastian Suppi      | Riko Tammepuu     | Herlen Kajo       |

## Palmarès féminin
| Année | Vainqueur            | Deuxième             | Troisième        |
| ----- | -------------------- | -------------------- | ---------------- |
| 2015  | Iiris Ounmaa         | Mari-Liis Mõttus     | Greete Steinburg |
| 2016  | Mari-Liis Mõttus     | Greete Steinburg     | Daisi Rist       |
| 2017  | Mari-Liis Mõttus     | Greete Steinburg     |                  |
| 2018  | Mari-Liis Mõttus     | Greete Steinburg     | Mae Lang         |
| 2019  | Mari-Liis Mõttus     | Kätlin Kukk          | Merili Sirvel    |
| 2020  | Mari-Liis Mõttus     | Laura Lizette Sander | Elina Tasane     |
| 2021  | Laura Lizette Sander | Elina Tasane         | Elisabeth Ebras  |
| 2022  | Mari-Liis Mõttus     | Elisabeth Ebras      | Merili Sirvel    |
| 2023  | Laura Lizette Sander | Elisabeth Ebras      | Elina Tasane     |
| 2024  | Mari-Liis Mõttus     | Elisabeth Ebras      | Annabrit Prants  |